# Хлопці в гурті (фільм,2020)
Хлопці в гурті (англ. The Boys in the Band) — фільм Netflix режисера Джо Мантелло.

## Сюжет
Адаптація п'єси Джо Мантелло про гурт друзів-геїв, які знову збираються, щоб відсвяткувати один із своїх днів народження. Коли занадто замкнутий в собі сусід по кімнаті гуртожитку коледжу з’являється, вечір здається не таким веселим.

## У ролях
- Джим Парсонс — Майкл
- Закарі Квінто — Гарольд
- Меттью Бомер — Дональд
- Ендрю Реннелс — Ларі
- Чарлі Карвер — Ковбой
- Робін де Хесус — Еморі
- Брайан Хатчісон  — Алан
- Так Воткінс — Генк
- Майкл Бенджамін Вашингтон — Бернард

## Виробництво
18 квітня 2019 року Райан Мерфі оголосив у своєму Instagram - аккаунті, що п'єса The Boys in Band буде адаптована для Netflix, як частина його угоди на потоковій платформі на 300 мільйонів доларів. Мерфі раніше вже ставив п’єсу на Бродвеї в 2018 році і підтвердив чутки що режисер Джо Мантелло буде режисером даного фільму. Девід Стоун та Нед Мартел були оголошені продюсерами разом з Мерфі. 
Також було підтверджено, що весь акторський склад п'єси що ставилася на Бродвеї 2018 року буде репрезентувати їх ролі для фільму, завдяки чому у фільмі є акторські ролі для повністю відкритих геїв.
Основні зйомки розпочалися в липні 2019 року. Очікується, що фільм вийде у 2020 році.